# Chiến tranh Nga–Thổ Nhĩ Kỳ (1877–1878)
Chiến tranh Nga-Thổ Nhĩ Kỳ (1877–1878) (còn gọi là chiến tranh 93 ngày) bắt nguồn từ sự nổi lên của chủ nghĩa dân tộc tại bán đảo Balkan cũng như mục tiêu của Nga trong việc lấy lại các phần lãnh thổ đã mất trong Chiến tranh Krym và thiết lập lại ảnh hưởng của Nga tại Biển Đen. Kết quả của cuộc chiến là các Vương quốc România, Vương quốc Serbia và Công quốc Montenegro, mỗi nước đều giành được chủ quyền ở một giai đoạn, chính thức tuyên bố độc lập với Đế quốc Ottoman. Sau 5 thế kỷ dưới sự thống trị của Đế quốc Ottoman (1396-1878), Bulgaria đã được tái thiết lại thành Công quốc Bulgaria, bao phủ phần đất giữa sông Danube và Dãy Stara Planina (ngoại trừ phần Bắc Dobrudja được trao cho Romania) và vùng Sofia, nơi sau đó trở thành thủ đô mới của đất nước. Hội nghị Berlin cũng cho phép Áo-Hung chiếm Bosnia và Herzegovina và Anh thì chiếm Síp, trong khi Đế quốc Nga sáp nhập Bắc Bessarabia và vùng Kars vào lãnh thổ của mình. Cuộc chiến cũng dẫn đến sự loại bỏ đạo Hồi ra khỏi Bulgaria.